# Mniszek Hrabia

Wizerunek herbu - opracowanie współczesne

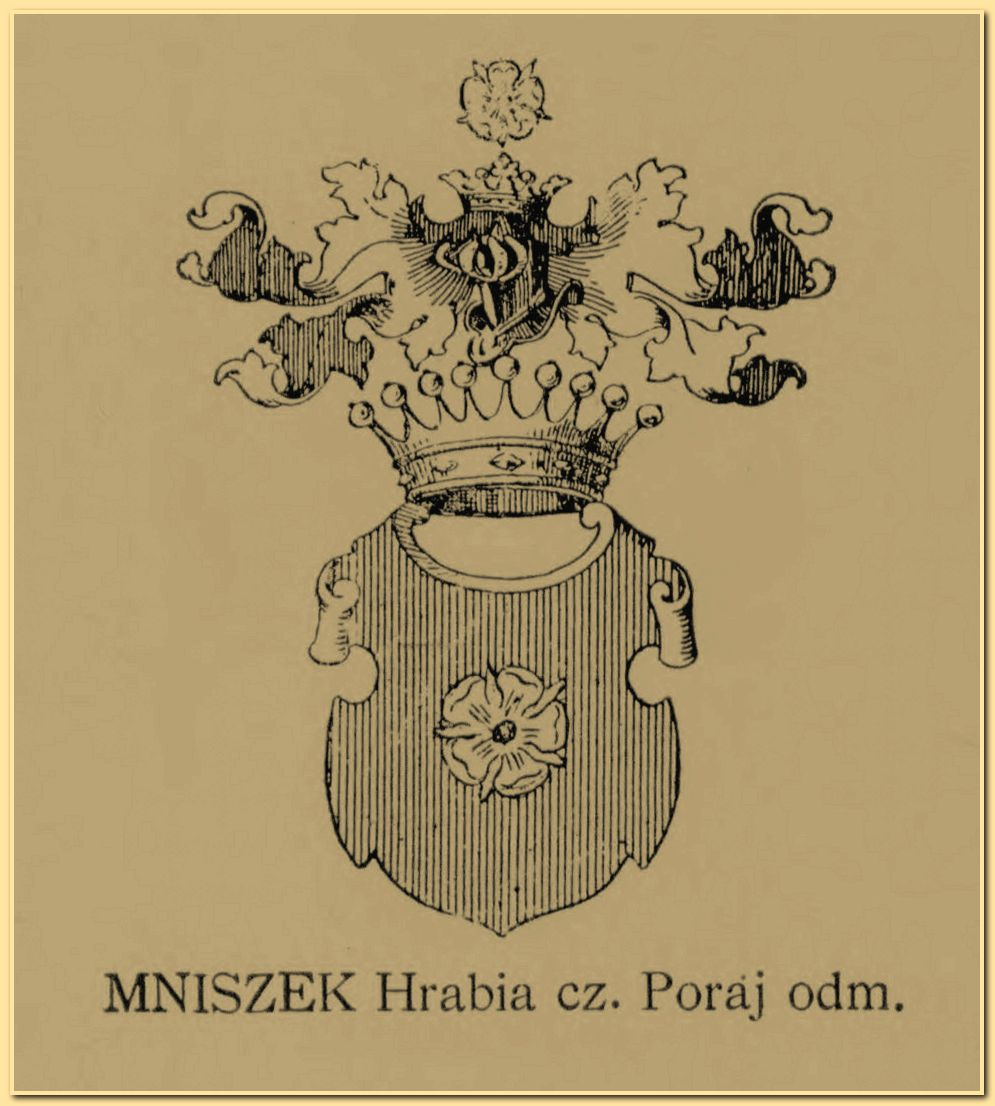
Wizerunek herbu według Juliusza Ostrowskiego

Mniszek Hrabia – polski herb hrabiowski, nadany w Galicji, odmiana herbu Poraj.

## Opis herbu
Opis zgodnie z klasycznymi regułami blazonowania:
W polu czerwonym róża srebrna. Nad tarczą korona hrabiowska, nad którą hełm w koronie z klejnotem, w którym samo godło. Labry: czerwone, podbite srebrem.

## Najwcześniejsze wzmianki
Nadany wraz z tytułem hrabiowskim Galicji (hoch- und wohlgeboren, graf von) Adamowi Mniszkowi 11 lutego 1783. Podstawą nadania tytułu były: patent z 1775, potwierdzenie wywodu i genealogii szlachectwa przed komisją magnatów, wyciągi z dzieł autorów polskich i oryginalnych dokumentów, piastowana przed rozbiorami godność chorążego koronnego, posiadane ordery Orła Białego i Świętego Stanisława, domicyl oraz wierność domowi cesarskiemu.

## Herbowni
Jedna rodzina herbownych (herb własny):
graf von Bużenin Mniszek.